# Кубок Грузії з футболу 2009—2010
Кубок Грузії з футболу 2009–2010 — (також відомий як Кубок Давида Кіпіані) 20-й розіграш кубкового футбольного турніру у Грузії. Титул вперше здобув ВІТ Джорджія.

## Календар
| Раунд        | Дата                        | Матчі | Клуби   |
| ------------ | --------------------------- | ----- | ------- |
| Перший раунд | 25 серпня - 16 вересня 2009 | 12    | 28 → 16 |
| 1/8 фіналу   | 21 жовтня 2009              | 8     | 16 → 8  |
| 1/4 фіналу   | 3 листопада/1-2 грудня 2009 | 8     | 8 → 4   |
| 1/2 фіналу   | 23 березня/14 квітня 2010   | 4     | 4 → 2   |
| Фінал        | 26 травня 2010              | 1     | 2 → 1   |

## Перший раунд
| Команда 1             | Рахунок | Команда 2             |
| --------------------- | ------- | --------------------- |
| 25 серпня 2009        |         |                       |
| Колхеті (Хобі) (2)    | 0:2     | Мерані (2)            |
| Динамо (Батумі) (2)   | 1:2     | Чихура (2)            |
| Імереті (3)           | 2:3 дч  | Колхеті (Поті) (2)    |
| 35 Школа (3)          | 2:1     | Мецхеті (2)           |
| 26 серпня 2009        |         |                       |
| Норчі Динамо (2)      | 0:1     | Сіоні                 |
| ІБСУ (2)              | 0:2     | Спартак (Цхінвалі)    |
| Хереті (Лаґодехі) (2) | 1:2     | Локомотив (Тбілісі)   |
| Аделі (3)             | 1:3     | Торпедо (Кутаїсі) (2) |
| Гурія (2)             | 1:3     | Байя (Зугдіді)        |
| Мерцхалі (2)          | 2:1     | Чиатура (2)           |
| Мешахте (2)           | 0:2     | Самтредія             |
| 16 вересня 2009       |         |                       |
| Арагві Душеті (3)     | 1:2 дч  | Гагра                 |

## 1/8 фіналу
| Команда 1             | Рахунок | Команда 2          |
| --------------------- | ------- | ------------------ |
| 21 жовтня 2009        |         |                    |
| Байя (Зугдіді)        | 3:0     | Сіоні              |
| Чихура (2)            | 1:0     | Олімпі (Руставі)   |
| Торпедо (Кутаїсі) (2) | 0:2     | Зестафоні          |
| 35 Школа (3)          | 0:1     | Динамо (Тбілісі)   |
| Колхеті (Поті) (2)    | 2:1 дч  | Гагра              |
| Мерцхалі (2)          | 0:6     | Спартак (Цхінвалі) |
| Мерані (2)            | 2:0     | Самтредія          |
| Локомотив (Тбілісі)   | 1:3     | ВІТ Джорджія       |

## 1/4 фіналу
| Команда 1                 | Заг.    | Команда 2          | 1-й матч | 2-й матч |
| ------------------------- | ------- | ------------------ | -------- | -------- |
| 3 листопада/1 грудня 2009 |         |                    |          |          |
| Мерані (2)                | 1:1 (ч) | Колхеті (Поті) (2) | 0:0      | 1:1      |
| Зестафоні                 | 3:4     | ВІТ Джорджія       | 3:0      | 0:4 дч   |
| 3 листопада/2 грудня 2009 |         |                    |          |          |
| Байя (Зугдіді)            | 0:1     | Спартак (Цхінвалі) | 1:1      | 1:2      |
| Чихура (2)                | 1:1 (ч) | Динамо (Тбілісі)   | 1:1      | 0:0      |

## 1/2 фіналу
| Команда 1                 | Заг. | Команда 2        | 1-й матч | 2-й матч |
| ------------------------- | ---- | ---------------- | -------- | -------- |
| 23 березня/14 квітня 2010 |      |                  |          |          |
| Мерані (2)                | 1:2  | ВІТ Джорджія     | 1:0      | 0:2      |
| Спартак (Цхінвалі)        | 0:3  | Динамо (Тбілісі) | 0:0      | 0:3      |

## Фінал
| 26 травня 2010 16:45 (UTC+4) |

| ВІТ Джорджія     | 1:0 дч   | Динамо (Тбілісі) |
| ---------------- | -------- | ---------------- |
| Датунаїшвілі 41' | Протокол |                  |

| Динамо Арена імені Бориса Пайчадзе, Тбілісі Глядачів: 12 000 Арбітр: Лаша Сілагава |